# 어우하이구

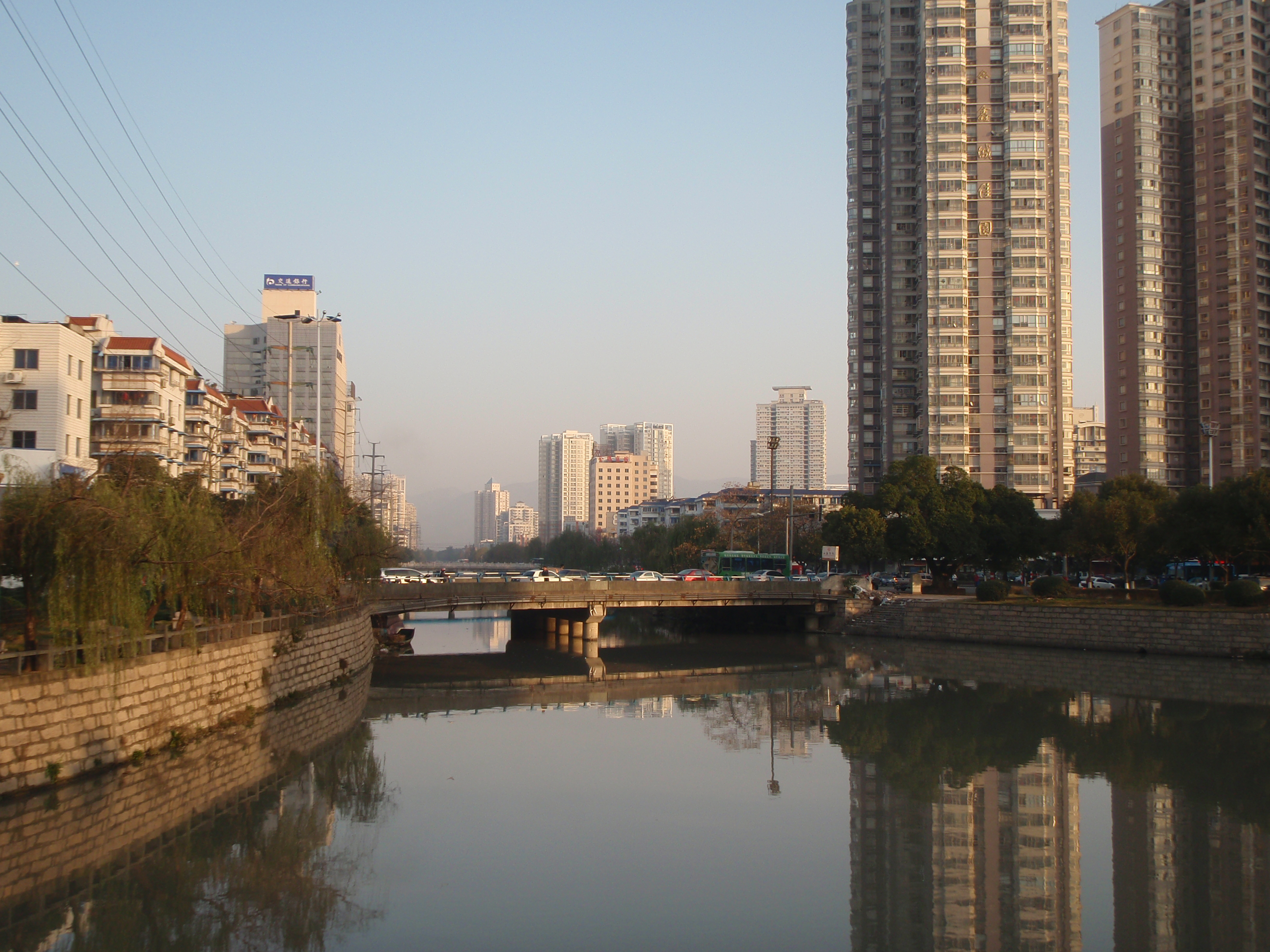

어우하이구(한국어: 구해구, 중국어: 瓯海区, 병음: Ōuhǎi Qū)는 중화인민공화국 저장성 원저우시의 현급 행정구역이다. 넓이는 615km2이고, 인구는 2007년 기준으로 410,000명이다.

## 행정 구역
7개 가도, 6개 진을 관할한다.
- 가도: 景山街道, 新橋街道, 婁橋街道, 梧田街道, 南白象街道, 茶山街道, 三垟街道.
- 진: 瞿溪鎮, 郭溪鎮, 潘橋鎮, 澤雅鎮, 麗嶴鎮, 仙岩鎮 .